# WASP-2
WASP-2是位於海豚座，距離469光年，視星等12等的一顆橘色矮星 
。

## 行星系統
在2006年，SuperWASP專案計畫發現這顆恆星有一顆系外行星WASP-2b。
| 成員 (依恆星距離) | 质量            | 半長軸 (AU)      | 轨道周期 (天)   | 離心率 | 傾角 | 半径 |
| ----------------- | --------------- | ---------------- | --------------- | ------ | ---- | ---- |
| b                 | 0.914 ±0.092 MJ | 0.03138 ±0.00142 | 2.152226 ±4e-05 | 0      | —    | —    |

## 聯星
在2008年，一個研究小組以凌日法研究14顆原本使用相對較小的望遠鏡已經發現有行星的恆星。這些系統以西班牙卡拉上天文台 2.2米（87英寸） 反射望遠鏡重新審視。這個系統，和另外兩個系統，被確認為有過去未知的聯星系統。以前不知道的伴星是一顆暗淡的M-型恆星，視星等15等，與主星鄉巨大約111AU，在影像中與主星的角距離為1角秒。此一發現導致重新計算主星和行星的軌道參數。

## 註解
- Note b: 伴星被標示為大寫字母"C" ，以免與小寫的行星標示"b"混淆。[1]
- Cameron;  et al. . Monthly Notices of the Royal Astronomical Society. 2007, 375: 951–957.[][永久]

## 外部連結
- . Exoplanets.   [2009-05-04]. （原始内容存档于2013-07-07）.